# Орчуша
О́рчуша (серб. Орчуша / Orčuša; алб. Orqushë) — село в южной Метохии. Согласно административно-территориальному делению автономного края Косово и Метохия (в составе Сербии) село относится к общине Гора Призренского округа; согласно административно-территориальному делению частично признанной Республики Косово село относится к общине Драгаш Призренского округа.

## Общие сведения
Численность населения по данным на 2011 год — 60 человек (из них мужчин — 31, женщин — 29).
Село Орчуша расположено в исторической области Гора, жители села — представители исламизированной южнославянской этнической группы горанцев — в переписи 2011 года все жители села (60 человек) указали своей национальностью горанскую. В качестве родного языка во время переписи жители Орчуши указали сербский (43 человека) и албанский (1 человек), другой язык (помимо сербского, боснийского, албанского, турецкого и цыганского) указали 16 человек; согласно переписи все жители села — граждане Косова; по вероисповеданию всё население Орчуши — мусульмане.
Динамика численности населения в Орчуше с 1948 по 2011 годы:
| Численность населения | Численность населения | Численность населения | Численность населения | Численность населения | Численность населения | Численность населения |
| 1948                  | 1953                  | 1961                  | 1971                  | 1981                  | 1991                  | 2011                  |
| --------------------- | --------------------- | --------------------- | --------------------- | --------------------- | --------------------- | --------------------- |
| 415                   | 370                   | 396                   | 431                   | 427                   | 221                   | 60                    |

Село находится менее чем в полукилометре от границы с Албанией.

## История
В 1916 году во время экспедиции в Македонию и Поморавье село посетил болгарский языковед Стефан Младенов, по его подсчётам в селе Орчуша в то время было около 64 домов.
Согласно рапорту главного инспектора-организатора болгарских церковных школ в Албании Сребрена Поппетрова, составленному в 1930 году, в селе Орчуша насчитывалось около 80 домов.